# بخاطر هانیه
به‌خاطر هانیه فیلمی ایرانی محصول ۱۳۷۳ به نویسندگی و کارگردانی کیومرث پوراحمد است.

## خلاصه داستان
ناخدا علو با چهارده مرد دیگر برای صید به دریا می‌روند ولی همه به جز ناخدا صید دریا می‌شوند و مردم ناخدا را مسبب مرگ عزیزانشان می‌دانند و به او و خانواده‌اش حمله می‌کنند و در این بین دختر خردسال ناخدا هانیه فلج می‌شود. ناخدا و خانواده‌اش تنگک را ترک می‌کنند و به بوشهر می‌روند… ناخدا نذر می کند برای شفای دخترش هانیه شب عاشورا تا صبح دمام بزند اما ناخدا فوت می کند.
پسر نوجوانش که بشیرو نام دارد به نیت اینکه خواهرش هانیه شفا بگیرد ، گهواره  علی اصغر را برای مراسم عاشورا به تنگک می آورد. در بین راه با مشکلات بسیاری مواجه می شود و سختی های زیادی را به جان می خرد. بشیرو نماد استقامت، صبر و مردانگی است. بشیرو نذر پدر را به نیت شفای خواهرش ادا می کند و شب عاشورا دمام می زند و …

## بازیگران
- مهوش افشارپناه
- عباس عالی‌زاده
- رحیم هودی
- علی قربانی
- مهدی فقیه
- آمنه بارانی